# 平井一嘉
平井 一嘉（ひらい かずよし、1958年 - ）は、埼玉県秩父市出身の彫刻家。
主に大理石や御影石による野外彫刻作品を制作している。イタリアに留学し、大理石技術の星取り等を学ぶ。日本国内のコンクールで多数受賞、作品は日本、イタリア各地に展示されている。「豆」をテーマに、生命力や自然の営々としたつながりを大切にし、普段の生活の流れの中で目に留まらないもの、見えないものを、彫刻という三次元に構成して表現するというコンセプトに沿って制作している。
代表作に、「ハッピーバード」（山口県美祢市）、「NYMPH」（東京都調布市）、「豆物語」（茨城県桜川市）などがある。
現在 東北芸術工科大学非常勤講師。アトリエは埼玉県川越市に持つ。

## 略歴
- 1958年 埼玉県秩父市に生まれる。
- 1982年 「第二回高村光太郎大賞展」で美ヶ原高原美術館賞受賞（神奈川県、長野県）
- 1983年 多摩美術大学大学院彫刻専攻修了
  - 「神戸具象彫刻大賞展'83」で最優秀賞受賞（兵庫県）
- 1985年 「昭和会展」招待出品 日動画廊（東京都）
  - 「第三回高村光太郎大賞展」で美ヶ原高原美術館賞受賞（神奈川県、長野県）
  - 「神戸具象彫刻大賞展'85」で最優秀賞受賞（兵庫県）
- 1987年 イタリア政府給費留学生として渡伊
- 1988年 「ナントピエトラ国際彫刻シンポジュウム」で一等賞受賞（イタリア）
- 1989年 「ファナンノ国際彫刻シンポジュウム」で一等賞受賞（イタリア）11月帰国
- 1990年 第一回葛塚南線野外彫刻展（新潟県）
- 1992年 「第三回現代彫刻美術館野外彫刻ビエンナーレシンポジウム」に参加（群馬県）
- 1993年 調布市「彫刻のある街づくり」入賞（東京都）
- 1995年 第二回木内克大賞野外彫刻展（茨城県）
- 1996年 美祢国際大理石シンポジウム（山口県）
- 1997年 第二回雨引の里と彫刻～1998年（'99、'01、'03、'08）（茨城県）
- 2000～2007年 愛知県立芸術大学非常勤講師
- 2000年 十日町石彫シンポジウム（新潟県）
- 2002年 米子彫刻シンポジウム （鳥取県）
- 2005年 第2回現代彫刻美術館 野外彫刻選抜6人展 （東京都）
- 2006年 個展 日本橋三越本店（東京都）
  - 支彫刻作品特集 日本橋三越（東京都）
- 2009～2010年 屋上彫刻展 PART6「遊びと造形」 玉川高島屋（東京都）
- 2010年 個展 石彫展 Gallery 健 （埼玉県）
  - 彫刻体験実習棟　伊佐沼工房　オープン（埼玉県）
- 2011年　伊佐沼工房工房展（埼玉県）
- 2012年　伊佐沼工房工房展（埼玉県）
- 2013年　『彫刻家からの贈り物』展　Bunkamura　BOX　Gallery
  - 米子彫刻シンポジウム（鳥取県）
  - 雨引の里と彫刻2013（茨城県）
  - 伊佐沼工房工房展（埼玉県）
  - ちちぶ映画祭　グランプリのトロフィー制作
- 2014年
  - 【３月】伊佐沼工房特別展（埼玉県　川越市　小江戸蔵里）
  - 【５月】伊佐沼工房展（埼玉県　川越市　伊佐沼）
  - 【８月】十日町石彫シンポジウム歴代参加作家展（新潟県十日町市）
  - 【９月】『ちちぶ映画祭2014～巡礼』のトロフィー制作（埼玉県　秩父市）
  - 【１２月】１.干支彫刻によるＨＡＰＰＹ　ＮＥＷ　ＹＥＡＲ展（日本橋三越本店、本館　アートスクエア）

　　　　　　　２.ＹＥＡＲ-ＥＮＤ　ＥＸＨＩＢＩＴＩＯＮ　ＯＦ　ＭＩＮＩ・ＳＣＵＬＰＴＵＲＥＳ（銀座、ギャラリーせいほう）
- 2015年　
  - 【５月～６月】羽生市と姉妹都市のデュルビュイ市国際石彫シンポジュウムに招待参加　　於：ベルギー
  - 【１０月～１２月】雨引きの里と彫刻２０１５りんりんロード　桜川市茨城県